# Bruchidius gombo
Bruchidius gombo is een keversoort uit de familie bladkevers (Chrysomelidae). De wetenschappelijke naam van de soort werd in 1915 gepubliceerd door Paul de Peyerimhoff de Fontenelle.